# Мукхопадхьяй, Двиджен
Двиджен Мукхопадхьяй (бенг. দ্বিজেন মুখোপাধ্যায়; 12 ноября 1927, Калькутта — 24 декабря 2018, там же) — индийский музыкант, композитор и певец, известный своим исполнением песен Рабиндраната Тагора. Получил вторую по старшинству гражданскую награду от правительства Индии Падма Бхушан и премию Академии Сангит Натак в 2010 году, а также награду правительства Западной Бенгалии Банга Бибхушан в 2011.

## Биография
Родился 12 ноября 1927 года в зажиточной семье Калькутты. Несмотря на способности к музыке, он не занимался ею в детстве. Только случайное участие в конкурсе в колледже сделало пение его судьбой. В дальнейшем он брал уроки музыки у ряда выдающихся певцов Бенгалии, таких как Шри Сушанто Лахири, Панкадж Муллик, Сантидев Гхош, Сантош Сенгупта, Анади Гхош Дастидар и Нихарбинду Сен.
Как профессиональный певец Двиджен дебютировал в 1944 году. Уже в следующем выпустил свою первую пластинку, записав под лейблом Megaphone Record Company несколько популярных бенгальских песен. Год спустя он присоединился к Всеиндийскому радио в качестве исполнителя и стал записывать песни с HMV-Colombia Recording Company.
В конце 1940-х он начал сотрудничать с композитором Салилом Чоудхури. Вместе они создали несколько знаковых песен для бенгальской эстрады и кино на хинди. Мухопадхьяй озвучил такие произведения Чоудхури, как «Pallabini go Sancharinia», «Shaymalbarani ogo Kanya», «Klanti Name go» и «Ashar Chalane Bhuli» — все они до сих пор популярны в Бенгалии. На музыке Чоудхури основаны дуэты певца с Латой Мангешкар для таких фильмов, как Honeymoon (1960), Maayaa (1961) and Sapan Suhaane (1961).
Певец также исполнил знаменитую религиозную песню «Jaago Durga» в рамках музыкальной пьесы «Mahisasura Mardini» (рус. «Уничтожение демона»), которая является чрезвычайно популярной радиопрограммой, транслируемой Всеиндийским радио на Махалая. Исполнение песни «Ore Amar Mon Bole» в фильме Sonar Khancha (1973) и вокал в Bon Palashir Padabali (1973) принесли ему две Bengal Film Journalists' Association Award подряд.
Мухопадхьяй оставался одним из самых популярных артистов на протяжении десятилетий. Он записал более 1500 песен, из которых около 800 — песни Рабиндраната Тагора, начиная с «Tumi kyamon kore gaan koro hey guni» в 1951 году.
В последние годы Мухопадхьяй страдал от различных возрастных заболеваний. В сентябре 2018 он был помещен в государственную больницу с тяжелой инфекцией легких, но затем выписан, когда его состояние немного улучшилось. Певец скончался 24 декабря 2018 года в возрасте 91 года в своей резиденции в Солт-Лейк-Сити в Калькутте около 13:30. У него остались сын и дочь.